# Bitch's Brew
Bitch's Brew är en låt av Aerosmith skriven av Steven Tyler och Jimmy Crespo. Låten släpptes som den andra och sista singeln från albumet Rock in a Hard Place från 1982 som en 12-tumssingel.